# Grotte de la Madeleine
Pour les articles homonymes, voir Grotte de la Madeleine (homonymie).
 (novembre 2017).
Si vous disposez d'ouvrages ou d'articles de référence ou si vous connaissez des sites web de qualité traitant du thème abordé ici, merci de compléter l'article en donnant les références utiles à sa vérifiabilité et en les liant à la section « Notes et références ».
La grotte de la Madeleine, propriété de la commune de Saint-Remèze, est une grotte touristique du sud-est de la France. Elle est située en pleine falaise sur la rive gauche et au cœur des gorges de l'Ardèche, dans la Réserve naturelle nationale des gorges de l'Ardèche .

## Description
La grotte est formée de deux cavités reliées par un tunnel artificiel de 20 m de long creusé en 1969 :
La grotte de l’Escure ou grotte Obscure ou encore Caverne des ours qui correspond à la partie supérieure. Elle ouvre par un porche près de la paroi de la gorge, aujourd’hui entrée principale de l’ensemble. Elle fut un temps, à la fin du XIXe siècle, exploitée pour ses phosphates. Elle a servi d’abri pour des familles du village pendant la retraite des troupes allemandes en août 1944.
La grotte de la Madeleine qui se développe plus bas, avec des volumes plus importants. Son entrée naturelle se trouve au pied de la falaise, 50 mètres au-dessus du niveau de l’Ardèche. Celle-ci a fait l’objet de fouilles sommaires livrant d’innombrables fragments de poteries néolithiques. Il existe une entrée supérieure ouverte en paroi.
L’ensemble de la visite aménagée s’étend sur 500 m de long, soit sur un kilomètre aller-retour, et la progression s’étire par paliers sur 65 mètres de profondeur.

## Historique
La cavité de la Madeleine a été découverte en 1888 par Germain Rigaud, un berger du village surnommé "le filleul", qui avait perdu l’une de ses chèvres, avec une bougie pour tout éclairage.  Elle fut ensuite visitée par des spéléologues comme Robert de Joly en 1936, l’abbé André Glory en 1946 et Jean Trébuchon en 1952/53, qui en dresse un premier plan . Il y a aussi les travaux de recherche, de topographie et de désobstruction de P. Girodias, ingénieur des Mines, qui aboutissent à la reconnaissance des salles supérieures fin 1960. Ces différentes explorations permirent d’identifier environ quatre kilomètres de galeries. 

Elle est d’abord sommairement exploitée, à compter de 1952, par Léon Jouve, en lien avec son camping naturiste qui se tient au pied. À partir du plateau et un escalier assez raide, la grotte de La Madeleine est alors le seul accès possible à la rivière. La construction de la route touristique des Gorges de l’Ardèche démarre en 1967. Elle encourage le maire de l’époque, Charles Boulle, à aménager la grotte, qui est ouverte au public le 10 août 1969, après le percement du tunnel par une entreprise du Gard. La grotte est d’abord exploitée par le Syndicat mixte d’équipement de l’Ardèche (S.M.E.A.) de 1969 à 1979. Celui-ci entreprend de multiplier les hébergements et de mettre en valeur toutes les richesses touristiques potentielles de l’Ardèche. Puis, la commune de Saint-Remèze reprend possession de son bien et exploite depuis le site à son compte, en régie directe.

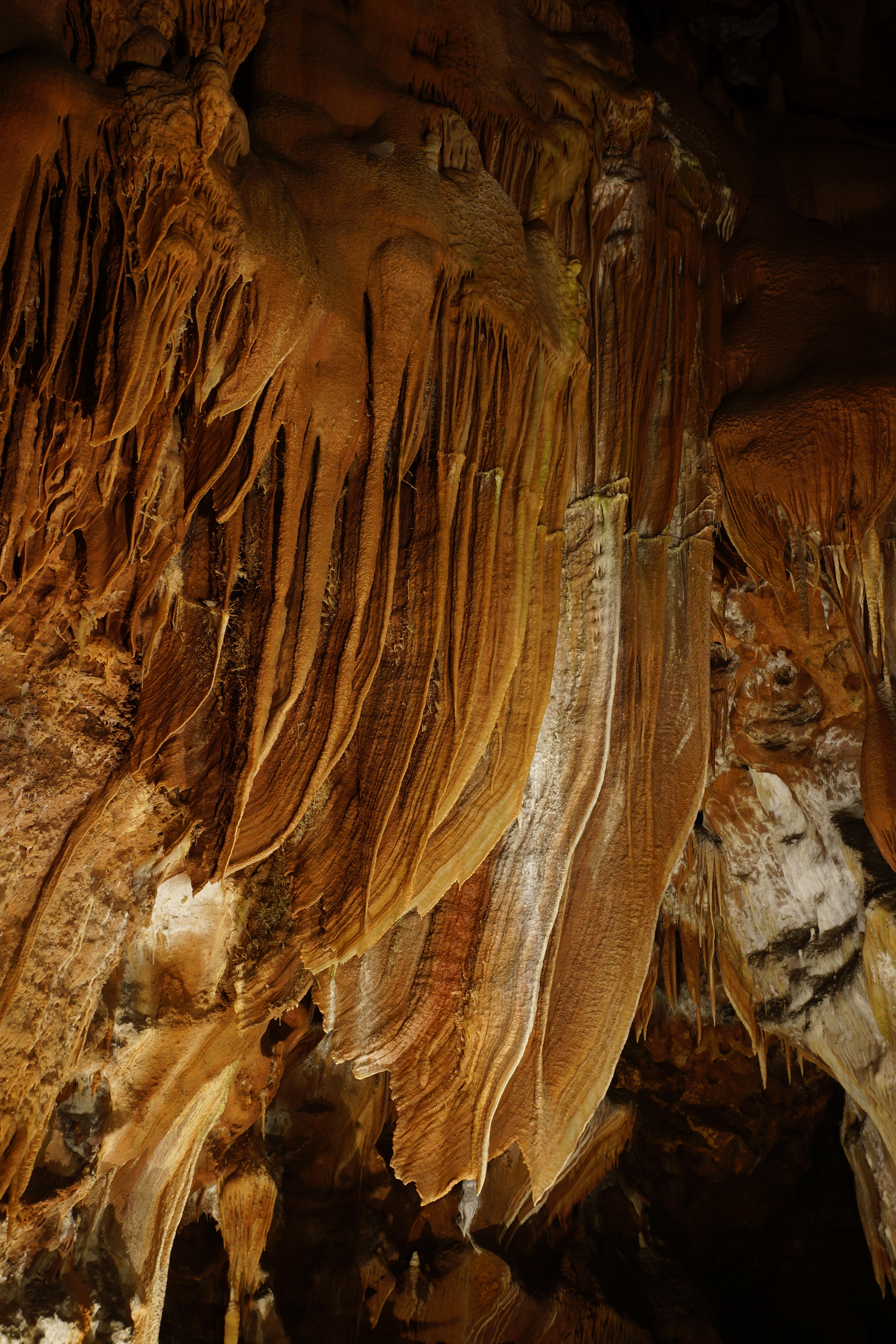
Grandes draperies Grotte de la Madeleine

## Les principales salles visitables
Au cours de la visite, après la grille, de haut en bas :
- La première salle de l’Escure : Elle est composée de grands piliers stalagmitiques, des buffets d’orgue, de longues draperies de calcite dont la formation correspond nécessairement à des périodes de grande humidité. Elle est aujourd’hui relativement sèche. Sur la gauche, s’ouvre un puits de 20 m qui fut l’un des premiers passages empruntés par les spéléologues.
- La « crèche » : Elle se développe dans un volume plus restreint, de la taille d’un porche, mais on y voit à hauteur d’yeux les différentes concrétions que l’on trouve en général dans les grottes. Dans un coin, se dresse un moulage de Germain Rigaud accompagné de sa chèvre.
- La « salle des ossements » : Elle était autrefois remplie d’argile avec de nombreux restes d’animaux : ursus spelaeus, hyène, cervidés[2], bouquetins, chevaux. On retrouve plus bas la fin du puits avec sa corde spéléo.
- La grande salle de la grotte de la Madeleine ou « salle du chaos », au débouché du tunnel : 50 m de haut, sur 30 m de large. Une masse tentaculaire de draperies jaillit du plafond, parée de couleurs variées, et sur les autres parois toute la panoplie des concrétions : stalagmites, stalactites, colonnes, draperies, buffets d’orgue, choux-fleurs. Les draperies y sont parmi les plus grandes recensées en France : 6 mètres de haut, 3 mètres de large, et 1 à 2 centimètres d’épaisseur[réf. nécessaire].  Des coups de gouge tailladent encore les parois calcaires, rappelant la puissance de l’eau dans ces parties profondes [3]. Grande salle Grotte de la Madeleine

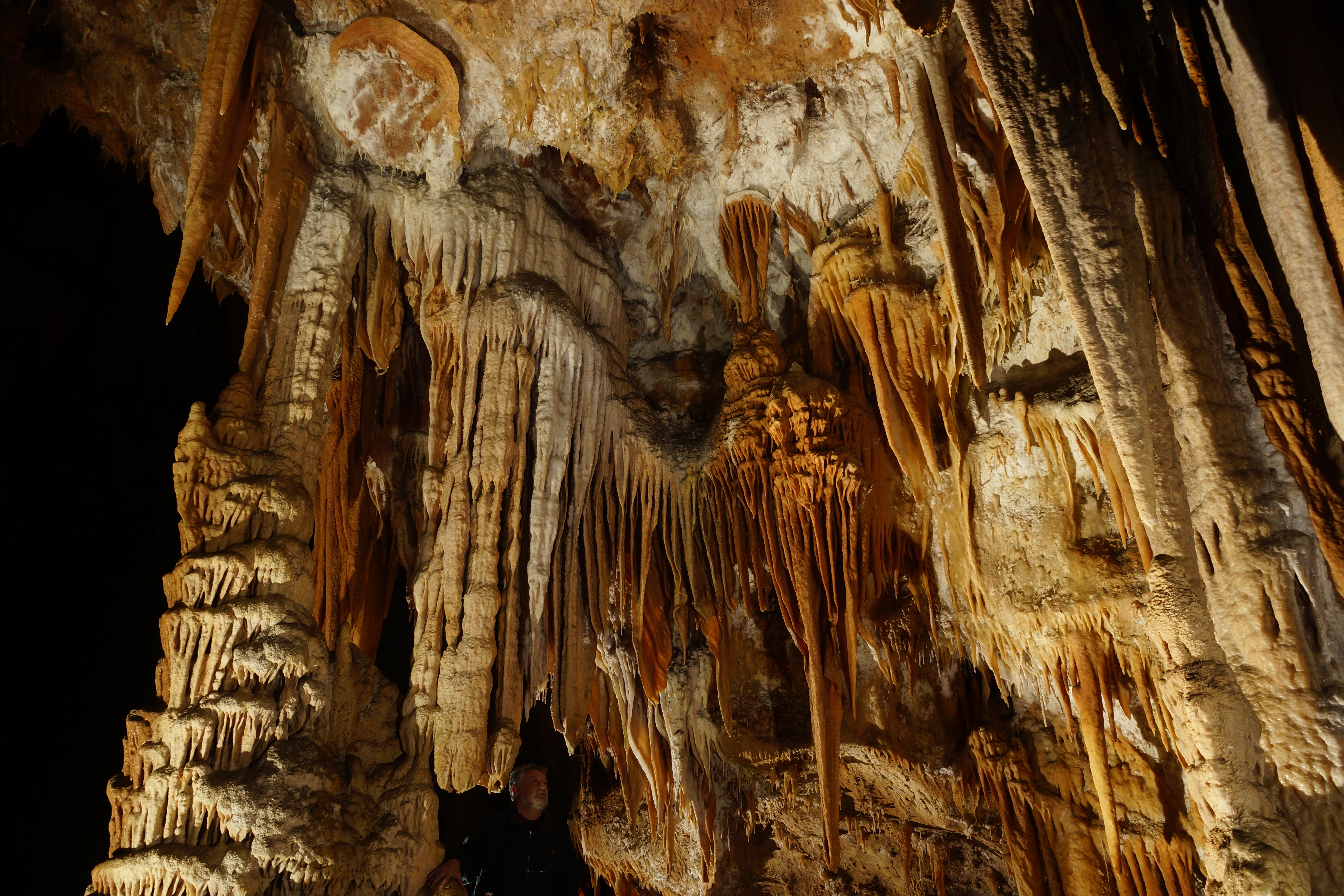
Grande salle Grotte de la Madeleine

- Le gour et les excentriques : Le gour est un bassin natureI entouré par un épais bourrelet de calcite, constamment alimenté par les infiltrations de l’eau de pluie. Au-dessus, se reflétant dans l’eau, s’étire un rideau de draperies particulièrement fines et translucides, sur lesquelles on peut voir les différentes périodes de croissance, en fonction des conditions climatiques qui régnaient en surface.

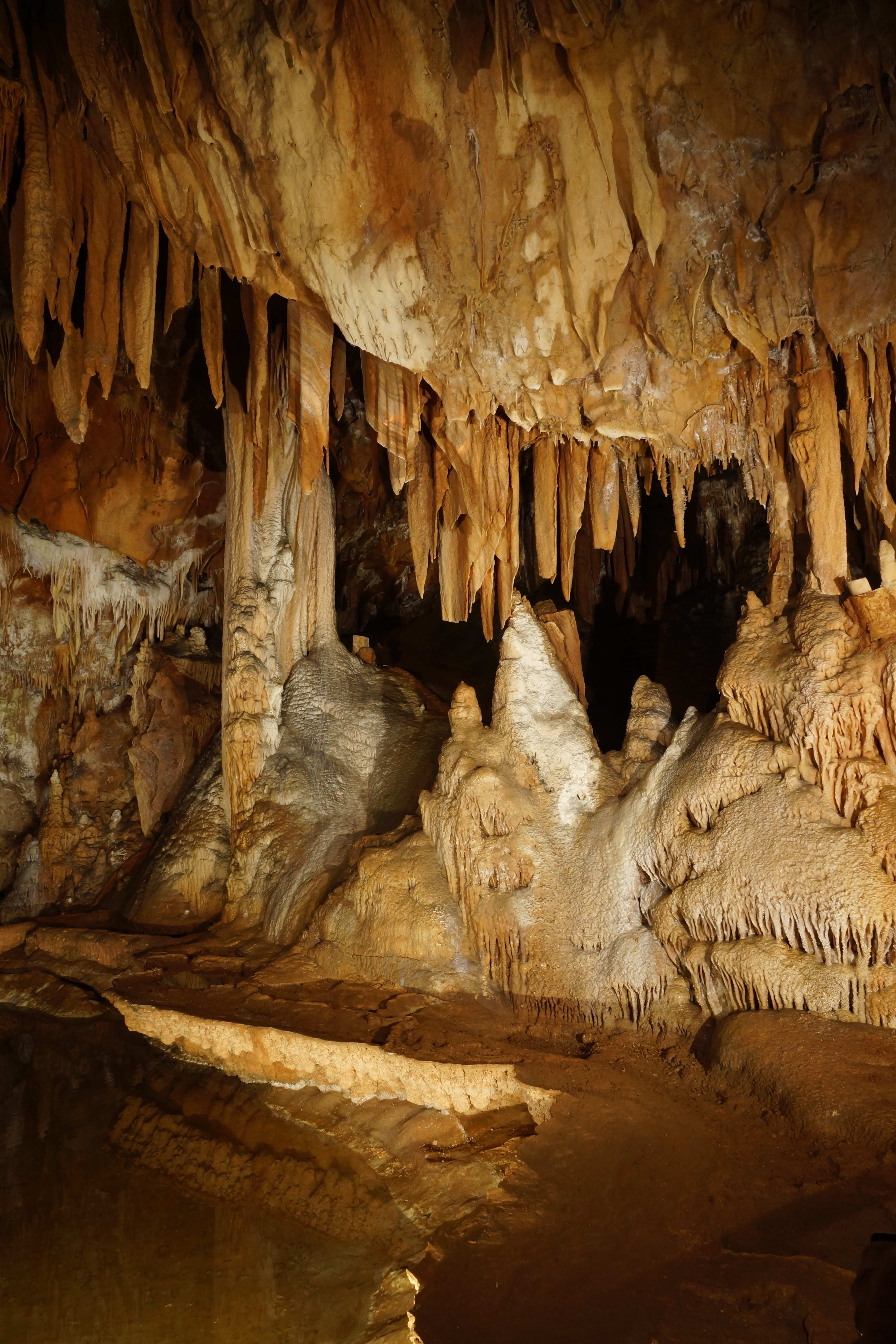
Gour Grotte de la Madeleine

- La « galerie des colonnes » : Elle tire son nom du grand nombre de monolithes, de piliers plus ou moins massifs qui occupent ce secteur plus resserré, surtout dans sa partie la plus profonde. On y voit aussi des draperies, des disques, des fistuleuses et des concrétions en « chou-fleur » à la base des parois. Les colorations y sont particulièrement variées, avec des exemples de concrétions blanc laiteux. On note encore la présence de dépôts argileux stratifiés correspondant à d’anciens remplissages alluvionnaires.
- La salle du fond : C’est la dernière salle aménagée, avec un foisonnement de fines colonnes. On peut observer dans la partie la plus profonde, sur la gauche, une forme de cristallisation, en prismes triangulaires, correspondant au bord d’un ancien gour.

Par ses grands volumes, les profils des galeries, les formes en creux sur les voutes ou sur les parois calcaires, la grotte de La Madeleine au sens strict permet de comprendre la dynamique de la formation d’une cavité karstique et son fonctionnement hydrologique. La grotte abrite la plupart des types de concrétions, offrant ainsi toute la palette des couleurs : du brun, rouge, ocre au blanc immaculé. Selon J. Martini, les volumes de la grotte se seraient formés pour l’essentiel en milieu noyé entre 6 et 2 millions d’années, soit pendant et après la « crise de salinité messinienne », et le concrétionnement aurait suivi lors de la phase d’assèchement .

## Le Belvédère de la Madeleine
On y voit des paysages de parois verticales, de porches, grottes et vires, de rives sauvages, refuges d’une biodiversité particulière. Sur la rive gauche, vers l’aval, pointe le Rocher de la Cathédrale. Le belvédère permet encore d’appréhender le creusement des Gorges lié pour l’essentiel à la variation du niveau de la Méditerranée (dont la fameuse crise de salinité messinienne) et au soulèvement de la bordure orientale du Massif central sous l’effet de la poussée alpine .

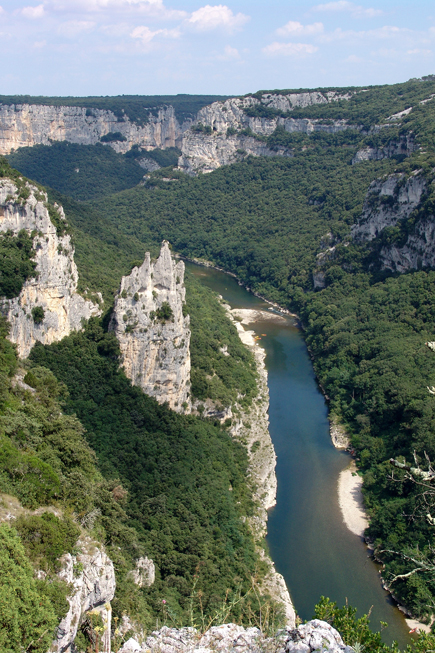
Belvédère de la Madeleine, Gorges de l'Ardèche

## La Maison de la Réserve
Il s’agit d’un espace muséal pour mieux comprendre et apprendre à respecter cet environnement que sont les Gorges de l'Ardèche classées en Réserve naturelle nationale depuis plus de trente ans. L’approche de cette exposition permanente se veut pluridisciplinaire et s’adresse à tout public. Elle se présente sous forme de panneaux, de maquettes, de visuels et de bornes interactives et ludiques. Au cœur de la salle, une vaste maquette reproduit le canyon. 
Il existe encore sur le site un vieil abri-bergerie accessible à tous.